# Homer vs. Patty and Selma
"Homer vs. Patty and Selma" är avsnitt 17 från säsong 6 av Simpsons och sändes på Fox i USA den 26 februari 1995. Homer försöker i avsnittet att tjäna lite pengar genom att investera i Halloweenpumpor men då han inte säljer dem i tid förlorar han hela sin investering. Homer döljer sina ekonomiska problem för Marge och lånar av hennes systrar, Patty och Selma Bouvier. De ställer som villkor att Homer ska göra allt de ber honom om. Marge upptäcker att Homer lånat pengar och han börjar jobba som chaufför för att betala tillbaka. Homer räddar sedan Patty och Selma från att få sparken genom att täcka upp för dem när deras chef upptäcker att de röker på jobbet. Homer påstår att det är hans cigarrer och de skriver av skulden. Bart börjar under tiden att gå på skolans balettkurser.
Susan Sarandon ville medverka i serien, för hennes barn är fans av serien och gör rösten till balettläraren i avsnittet. Mel Brooks medverkar också som sig själv efter att författarna mötte honom då hans fru Anne Bancroft medverkade i "Fear of Flying". Avsnittet skrevs av Brent Forrester, det var hans första manus. Avsnittet regisserades av Mark Kirkland. Chris Turner har använt avsnittet för att beskriva Homers karaktär i Planet Simpson: How a Cartoon Masterpiece Documented an Era and Defined a Generation. Raja Halwani har i boken The Simpsons and Philosophy: The D'oh! of Homer använt avsnittet för att beskriva hur Homer ljuger för Marge.

## Handling
Homer bestämmer sig för att investera i pumpor, men förlorar hela sin investering när han misslyckas med att sälja dem innan Halloween. Han blir skuldsatt och måste betala tillbaka lånet. Homer bestämmer sig att inte berätta vad som hänt för Marge. Familjen får besök av Patty och Selma Bouvier som fått en befordran på DMV. Som en sista utväg frågar Homer de två om de vill låna honom pengar, och de går med på det om han lovar göra allt de ber om, vilket han gör. Homer följer deras order med löfte om att Marge inte ska få reda på lånet. Hon får sedan reda på det ändå. Homer kastar då ut systrarna och försöker förklara för Marge vad han gjort.
Det är idrottsval i skolan. Bart skolkar och får den sport som blir över, balett. Han tänker inte gå på baletten, men blir övertalad att prova, då flera av hans idoler har trikåer. Bart är duktig på balett och börjar öva inför skolans årliga balettföreställning. Han vill inte bli retad av skolans killar, så han tar på sig en mask under föreställningen. Men då han ser att publiken är förtjust i honom tar han av sig den. Skolans mobbare ser att Bart är dansaren och börjar jaga honom för att klå upp honom, men Bart ramlar i ett hål och blir skadad, vilket räcker för mobbarna. Lisa berättar sedan för Bart att hon uppskattar att han dansade.
Homer letar efter ett extrajobb och blir yrkeschaufför. Hans första kund blir Mel Brooks. Homer blir stoppad av polisen och då han saknar rätt licens får han avlägga ett prov på DMV. Patty och Selma blir hans handledare och de retar honom. Homer misslyckas med testet och Patty och Selma börjar segerröka, Chefen upptäcker att någon röker och Homer säger till honom att det är hans cigarrer, så de inte förlorar sin befordran. Patty och Selma erkänner för Homer att de kanske varit elaka mot honom och erbjuder honom att få provet godkänt ändå, men Homer vill avskriva skulden och de går med på det istället.

## Produktion
Avsnittet skrevs av Brent Forrester och var det första som han skrev för serien. David Mirkin anser att avsnittet har en bra grund och visar känslor typiskt för en sitcom. Barts balettdansös spelas av Susan Sarandon och designades efter henne. Sarandon ville medverka för hennes barn var fans av serien som var med på inspelningen. Hon kom för sent till inspelningen då det var bilköer men då hon kom jobbade hon hårt för att få rösten korrekt. Sarandon var senare med som sig själv i "Bart Has Two Mommies". Mel Brooks medverkar i avsnittet som sig själv och genomför 2000 Year Old Man med Homer som "2000-pound man thing". Hans fru Anne Bancroft var med i "Fear of Flying" och Brooks följde med henne på inspelningen. David Mirkin insåg då att de kunde få med Brooks i serien och de frågade honom om han ville vara med och det ville han. Många av författarna är fan till Brooks och Matt Groening anser att det var en ära att han ville vara med. Avsnittet regisserades av Mark Kirkland som även hade regisserat "Principal Charming" som handlade om Marges systrar Kirkland gav animatörerna fria händer då de skulle rita då Bart dansade balett då han inte kan något om sådant.

## Mottagande
Avsnittet hamnade på plats 38 över mest sedda program under veckan med en Nielsen ratings på 11.1, vilket gav 10,6 miljoner hushåll och var det tredje mest sedda på Fox under veckan. Chris Turner har i boken Planet Simpson: How a Cartoon Masterpiece Documented an Era and Defined a Generation skrivit att avsnittet visar hur Homer Simpson är en organism av stor komplexitet. Turner anser att Homer i avsnittet har den symboliska vikten av 1900-talet i Amerika på sina axlar, och ingen trädgårdsmästare kan hantera denna uppgift. Turner har kommenterat då Marge berättar för sin systrar om Homer och hur han är en komplicerad man och han försvarar sig själv med att hon har fel. Turner skriver att scenen belyser flera av de mest kända aspekterna av Homers karaktär, hans impulsivitet, hans inre enfald, hans uppenbarelse och fysisk dumhet.
I boken The Simpsons and Philosophy: The D'oh! of Homer av William Irwin, Mark T. Conrad och Aeon J. Skoble har de citerat Halwani om avsnittet att Homer är en vanlig lögnare och saknar ärlighet. Förutom att ljuga om sina ekonomiska förluster i investeringarna konstaterar Halwani att Homer ljuger för Marge flera gånger. Halwani hyllar att Homer rökte så inte hans svägerskor skulle få sparken. Chris Turner har i Planet Simpson skrivit att scenen då Homer har sönder en tallrik som en av hans favoritscener med Homer. I I Can't Believe It's a Bigger and Better Updated Unofficial Simpsons Guide har Warren Martyn och Adrian Wood sagt att avsnittet är roligt och de har kommenterat att Patty och Selma har mer ondska än vanligt i avsnittet Colin Jacobson på DVD Movie Guide har skrivit om avsnittet att Homer hatar sin svägerskor och de gör det samma vilket skapar ett krig.